# Qazaqstan Superliga 2005
La Qazaqstan Top Division 2005 è stata la 14ª edizione della massima divisione del calcio kazako. 

## Stagione

### Novità
Al termine della stagione 2004 il numero di squadre si è ridotto da diciannove a sedici. Qaisar, Aqjaıyq, Almaty e Semeı sono retrocesse in Birinşi Lïga, dalla quale è salito solo il Bolat. A seguito dell'esclusione dello Iassy per motivi economici, l'Almaty è stato riammesso.
Prima dell'inizio della stagione l'Aqtóbe-Lento ha cambiato denominazione in Aqtöbe, mentre il neopromosso Bolat CSKA è stato rinominato Bolat MSK.

## Classifica
|                       | Pos. | Squadra           | Pt | G  | V  | N  | P  | GF | GS | DR  |
| --------------------- | ---- | ----------------- | -- | -- | -- | -- | -- | -- | -- | --- |
| Kazakistan (bandiera) | 1.   | Aqtöbe            | 70 | 30 | 22 | 4  | 4  | 50 | 27 | +23 |
|                       | 2.   | Tobyl             | 69 | 30 | 21 | 6  | 3  | 53 | 21 | +32 |
|                       | 3.   | Qairat            | 62 | 30 | 18 | 8  | 4  | 56 | 22 | +34 |
|                       | 4.   | Shahter Qaraǵandy | 59 | 30 | 19 | 2  | 9  | 37 | 22 | +15 |
|                       | 5.   | Ertis             | 57 | 30 | 18 | 3  | 9  | 51 | 24 | +27 |
|                       | 6.   | Ordabasy          | 49 | 30 | 14 | 7  | 9  | 30 | 27 | +3  |
|                       | 7.   | Esil-Bogatyrʹ     | 48 | 30 | 15 | 3  | 12 | 38 | 25 | +13 |
|                       | 8.   | Jeñis             | 43 | 30 | 11 | 10 | 9  | 35 | 23 | +12 |
|                       | 9.   | Oqjetpes          | 37 | 30 | 11 | 4  | 15 | 26 | 32 | -6  |
|                       | 10.  | Atyrau            | 37 | 30 | 10 | 7  | 13 | 32 | 36 | -4  |
|                       | 11.  | Taraz             | 36 | 30 | 10 | 6  | 14 | 32 | 36 | -4  |
|                       | 12.  | Ekibastuzes       | 34 | 30 | 8  | 10 | 12 | 30 | 32 | -2  |
|                       | 13.  | Almaty            | 30 | 30 | 9  | 3  | 18 | 30 | 43 | -13 |
|                       | 14.  | Vostok Óskemen    | 28 | 30 | 9  | 1  | 20 | 24 | 49 | -25 |
|                       | 15.  | Jetisý            | 19 | 30 | 4  | 7  | 19 | 28 | 60 | -32 |
|                       | 16.  | Bolat             | 1  | 30 | 0  | 1  | 29 | 15 | 88 | -73 |

Legenda:
      Campione del Kazakistan e ammessa alla UEFA Champions League 2006-2007
      Ammessa alla Coppa UEFA 2006-2007
      Ammessa alla Coppa Intertoto 2006
      Retrocesse in Birinşi Lïga 2006
Note:
Tre punti a vittoria, uno a pareggio, zero a sconfitta.